# Lu Zhishen
Lu Zhishen es un personaje ficticio de Bandidos del pantano, una de las cuatro grandes novelas clásicas de la literatura china. Es el protagonista del primer segmento de la novela, que abarca unos seis capítulos. Apodado "Monje florido", ocupa el 13º lugar entre los 36 Espíritus Celestiales, el primer tercio de las 108 Estrellas del Destino.
Un cuento popular derivado de la novela dice que es hermano de sangre del artista marcial Zhou Tong, que supuestamente entrenó en tiro con arco al general de la dinastía Song Yue Fei.